# 汐止區
25°03′57″N 121°37′48″E / 25.0658015°N 121.6299733°E
汐止區位於臺灣新北市東北部，屬於臺北都會區的衛星城市，介於臺北市和基隆市之間，西以大坑溪、基隆河、內溝溪與臺北市相鄰，東則以丘陵地與基隆市相鄰。全區地形多元，僅在基隆河沿岸有狹長平原，氣候常年多雨。區內人口約20.9萬人，是基隆北海岸地區的人口第一大區。
汐止區的最早前身為日治時代的汐止街，1945年戰後改制為臺北縣七星區汐止鎮，1947年配合裁撤七星區區署，改為臺北縣淡水區汐止鎮，1950年撤廢區署，改直隸於臺北縣，1999年人口突破15萬人改制為縣轄市汐止市，2010年配合原臺北縣升格改制為直轄市而改制為市轄區迄今。由於汐止區介於臺北市與基隆市之間，與新北市政府所在地的板橋區距離較遠，因此該區的生活型態與臺北市、基隆市較接近。

## 名稱
汐止在清朝臺灣方志中記載為「水返腳」（《淡水廳志》、《噶瑪蘭廳志》），或「水轉腳」（《福建通志臺灣府》、《噶瑪蘭志略》），台語兩者意思皆通，所以清朝時是通用或混用。而以台語發音來講，理應寫為「水轉跤」，無論官方民間，都通用寫成「水返腳」，但口語仍念成「水轉跤」的台語音「Tsuí-tńg-kha」。
民間流傳「水返腳」或「水轉腳」地名源起，乃因為基隆河受海水潮汐影響，漲潮至此，故稱之。陳培桂的《淡水廳志》載道：「水返腳，謂潮漲至此地」。然而，基隆河雖是感潮河川，因河道淤積水文改變，現今海水對於基隆河的影響大約只到圓山一帶，並不會真正的漲至汐止。但是河川受潮汐影響，會有水位及流速的周期性變化，若是大潮又逢河川水量大增，極易造成洪患（如溫妮颱風、賀伯颱風）。清姚瑩〈臺北道里記〉一文則寫說：「水返腳者，臺境北路至此而盡。山海折轉而東，出臺灣山後，故名。」
日治時期1920年取地名原義，被日本人雅化改為和式地名「汐止」（／〔〕 Shiodome〔Shihodome〕 */? ），並沿用至今。
汐止位台北盆地東北隅，基隆河中游，西北方為大武崙丘陵，東南方為南港山系，四周有大尖山、姜仔寮山、五指山等。

## 歷史
汐止境內昔為凱達格蘭族「峰仔峙社」所在地。有文獻記載始於台灣荷西時期，荷西文獻所記載之，清治時以台語音記為「峰仔峙社」（通常Ki音節略去不譯），此地即後世所稱「水返腳」，即淡水河口的海水漲潮最遠至此，《諸羅縣志》記載「淡水至雞籠有東西兩路……東由干豆門坐蟒甲（獨木舟），乘潮循內北投、大浪泵至峰仔峙，港大水深過峰仔峙不復有潮，溯灘河可四十里；而登岸逾嶺十里許，即雞籠內海」，西班牙文獻即記為通往基隆的交通要地。1641–1642年荷蘭東印度公司駐台當局兩次揮軍北台灣，擊敗西班牙人而佔領此地。荷蘭人記載此地糧食豐富，生產白米與紅米，有雞、豬、橘子（Limoenen）、香蕉（Piessangh）、甘蔗與蕃薯（Petattes），吃生鹽漬魚，獵捕、攝食其他動物，卻不殺雞不敢吃雞。峰仔峙社約有百多人、約30戶，是中型的村社，:23-31位在約為今日汐止基隆河南北兩岸。
清乾隆初葉，有廣東人從淡水港溯河，轉基隆河抵達今日汐止境內，與凱達格蘭平埔族墾殖，以基隆河為主要的經濟動脈。據余文儀《續修台灣府志》記載，在1758年（乾隆二十三年）前後，漢人已在此形成街肆，延用平埔族的舊名，稱為「峰仔峙庄」。至清乾隆三十年（1765年）遂發展成為「峰仔峙街」，即為現在的中正路，迄今，汐止人仍習慣以「街仔」來稱呼。清咸豐十年（1860年）台灣開港後，許多外國人來台設立洋行進行貿易。淡水至大稻埕（迪化街附近）間，機動船隻往來頻繁；此時商人溯淡水河而上，沿河收購茶葉。
汐止及其它附近山地因自然環境適合種，因此茶山遍遍。汐止附近山區的茶農，如平溪、石碇、瑞芳等地，先將茶葉運至水返腳街上的茶館，茶館將茶葉精製好後，即利用基隆河運至大稻埕輸出；又由於汐止位於基隆河中游，有許多支流深入附近山區，使汐止成為附近山區土產輸出及雜貨輸入的集散地。汐止於清光緒廿年（1894年），隸屬基隆廳石碇堡轄區。
清咸豐十年（1860年）台灣開港後，許多外國人來台設立洋行進行貿易。淡水至大稻埕（今日台北市迪化街附近）間，機動船隻往來頻繁；此時商人溯淡水河而上，沿河收購茶葉。汐止及其它附近山地因自然環境適合種茶，因此茶山遍遍。汐止附近山區的茶農，如平溪、石碇、瑞芳等地，先將茶葉運至水返腳街上的茶館，茶館將茶葉精製好後，即利用基隆河運至大稻埕輸出；又由於汐止位於基隆河中游，有許多支流深入附近山區，使汐止成為附近山區土產輸出及雜貨輸入的集散地。
以前基隆河水量豐沛尚未淤積，從平溪（石底）迤邐至此，由台北注入淡水河後再流入海中。因海水潮汐至水返腳而止，讓此段河道行船便利成為水返腳先民及附近鄉民出入的主要交通要道，民眾要進出臺北城買賣貨物或辦公洽事，都在濟德宮媽祖廟的牛稠頭上下渡船，也因此地是海水潮汐的界點又是基隆河水運的終點造就水返腳早期的繁榮及人文的鼎盛。
日治初期，因火車的運費太貴，故商家仍利用船運。大稻埕為本島貨物之重要集散地，由中國大陸及日本輸入的貨物由淡水港進口，經淡水河運至大稻埕，再溯基隆河而上至水返腳。由《淡水廳志》的記載，與汐止相關的渡口共有十二個，上行可通往基隆，也可往基隆河下游到臺北市，汐止也因為交通的便利繁華一時。
汐止區境內多山多水，景緻優美，又因為早期周圍山區擁有豐富的煤礦、楠木及樟樹，讓先民得以利用這些天然的資源發跡，曾興過許多大家族。而縱貫線穿過汐止區，為基隆往臺北的交通要道。日治時期，此地為一宗教人文繁盛之地，深具地方特色。

### 行政區沿革
- 1894年為基隆廳石碇堡轄區。
- 1897年左右，隸屬台北縣水返腳辦務署石碇堡。
- 1909年改為台北廳水返腳支廳水返腳區。
- 1920年改制為台北州七星郡汐止街。
- 1945年12月改制為臺北縣七星區汐止鎮。
- 1947年2月4日裁撤七星區署，改隸為台北縣淡水區汐止鎮。
- 1950年9月撤廢淡水區署，改為台北縣汐止鎮。
- 1999年5月人口突破十五萬人，遂於6月28日改制為台北縣汐止市。
- 2010年12月25日改制為新北市汐止區。
- 2018年9月人口突破二十萬人。

## 地理
汐止區位於新北市東北部，為台北盆地外緣東南隅，南邊以南港山脈與平溪區、石碇區為鄰：北邊以五指山山脈與萬里區、台北士林區、內湖區相鄰；東鄰臺灣省基隆市七堵區、暖暖區；西南以河川與南港區為界。區域總面積為71.2873平方公里，居新北市各區之第九位。四面環山，且交通便利，近年已成為大台北地區熱門的健行登山路線。

### 四極
汐止區為低緯度地區，屬台灣標準時區，由以下地理疆域資料可詳見汐止之經緯度位置：
極東：東山里 東南角，東經121度43分。
極西：八連里西北角，東經121度36分，東西共跨經度7分。
極南：白雲里南界角，北緯25度2分。
極北：烘內里東北角，北緯25度9分，南北共跨緯度7分。

### 地質
汐止境內山系主要由頁岩、砂岩所組成，含跨中新世、上新世、更新世等地層，就《臺灣山岳一覽表》得知，汐止境內有命名、查勘過的山至少有四十六座，其中以廿座山峰較為人們所青睞，計有：大尖山（大針山）、四分尾山、槓尾山、五指山、新山、柯子林山、金面山、烘內山、狗寮窟崙、鵠鵠崙、松柏崎山等，這些山區近年已成為大臺北地區熱門的健行登山路線。名勝山岳行汐止境內二百至五百公尺的名山非常多，各有特色，且附近交通便利，在大臺北地區新郊熱門的登山路線享負盛名，因此吸引不少山友、遊客探尋一番。

### 地形
汐止區地勢南北高，中央低，河岸階地海拔平均僅9公尺，市內除基隆河兩岸為較大之河谷平原之外，其餘多為坡度百分之卅以上之山坡地。基隆河由汐止區之東蜿蜒西流，南北高山夾峙，基隆河貫穿其中。
汐止區四面環山，接鄰內湖、基隆七堵、南港、石碇、平溪、萬里、士林等周圍山區。其境內山脈皆未到達一千公尺，大部份山高多位於三百至六百公尺之間，東西走向為主；是為小型山系。
西北方為五指山山脈，最高峰為五指山（車坪寮山），海拔高度為六九九公尺，形成瑪鋉溪與基隆河的分水嶺。東南方為南港山脈，而南面山地屬大尖山系，最高峰為姜子寮山，海拔高度為七二九公尺。

### 水文
基隆河水量豐沛，平均全年逕流量為1723.8百萬立方公尺，因此切割山脈厲害。而位於中游的汐止，亦由主幹流基隆河及保長坑溪、茄苳溪、康誥坑溪、大坑溪、內溝溪、叭嗹溪、北港溪、橫科溪等八大支流注入沖積、切割而形成蜿蜒河谷平原及瀑布。基隆河在汐止境內之大小支流共14條。
基隆河右岸支流由西向東排序為內溝溪、草濫溪、北峰溪、叭嗹溪、北港溪、無名溪、鄉長溪。基隆河左岸支流由西向東排序為大坑溪、橫科溪、下寮溪、康誥坑溪、智慧溪、禮門溪、茄苳溪、保長坑溪。

### 氣候
汐止區位居臺北盆地外緣之東南隅，為臺北盆地與東部盆地交接之處。因此雖屬臺灣北部氣候區，但卻易受基隆地區之東北氣候區的影響。汐止區之有效溫度大部分屬於副熱帶季風氣候區。氣候之特徵為東北區與西南區之過渡性質，夏季雨量稍微多於冬季，本區冬季因當大陸極地氣團南下之衝，故氣溫較低。
臺灣的颱風主要是發生於七、八、九月，其中尤以八月份最多，每因狂風暴雨而成巨災，直至科技發達的今日亦不例外。汐止區以前由於缺乏有系統之排水路，只能依賴天然溝渠以及道路側溝排水，由於溝面狹小，經常淤積；而汐止屬於相對低窪地區，豪雨一來容易釀成水災。
汐止區自1980年代起的嚴重水災，包括有1987年琳恩風災（台北市、汐止嚴重水災）、1996年賀伯風災（新北市淹水）、1997年溫妮風災（林肯大郡倒塌）、1998年瑞伯風災（汐止大淹水）、2000年象神風災（汐止、基隆大淹水）、2001年納莉風災等。
納莉之後的颱風，汐止各地幾乎沒有大淹水，最嚴重就是路面積水，也不超過50公分。主因是瑞芳的員山子分洪道完工，只要基隆河水位達到六十二點五公尺，水流即會流過側流堰進入沉砂池；水位若持續上升至六十三公尺溢過攔河堰，就會進入分洪隧道流入外海，不必再藉由人工開挖的方式分洪，更因此改變了汐止每逢颱風必淹的窘況。

### 人口
根據新北市政府民政局統計，2024年底汐止區戶數約9.8萬戶，人口約21.1萬人，區內人口最多與最少的里分別是忠孝里與信望里，2024年底兩里人口分別為8,545人與318人。汐止區境內多山多河，較少平原與丘陵地，因此該區人口分布主要多在基隆河沿岸區域以及人為開發填築的山坡地上，也使得汐止區有多個大型山莊、別墅的特殊現象。
由於汐止區鄰近臺北市內湖區及南港區，汐止區的部分居民經常替學童選擇就讀港湖地區的學校，但變更學區的同時必須遷移戶籍，故汐止區在2018年9月戶籍人口突破20萬人之前，其實際人口可能早已超過20萬人。

## 政治

### 歷任首長
| 任次 | 姓名   | 任期                         | 備註     |
| 1    | 吳興邦 | 2010年12月25日－2012年8月1日 | 首任區長 |
| 2    | 徐開宇 | 2012年8月1日－2019年2月1日   |          |
| 3    | 陳健民 | 2019年2月1日－2023年1月31日  |          |
| 4    | 吳秀慈 | 2023年1月31日－2023年6月30日 |          |
| 5    | 林慶豐 | 2023年7月1日－現任           |          |

資料來源：新北市汐止區公所

### 區政組織

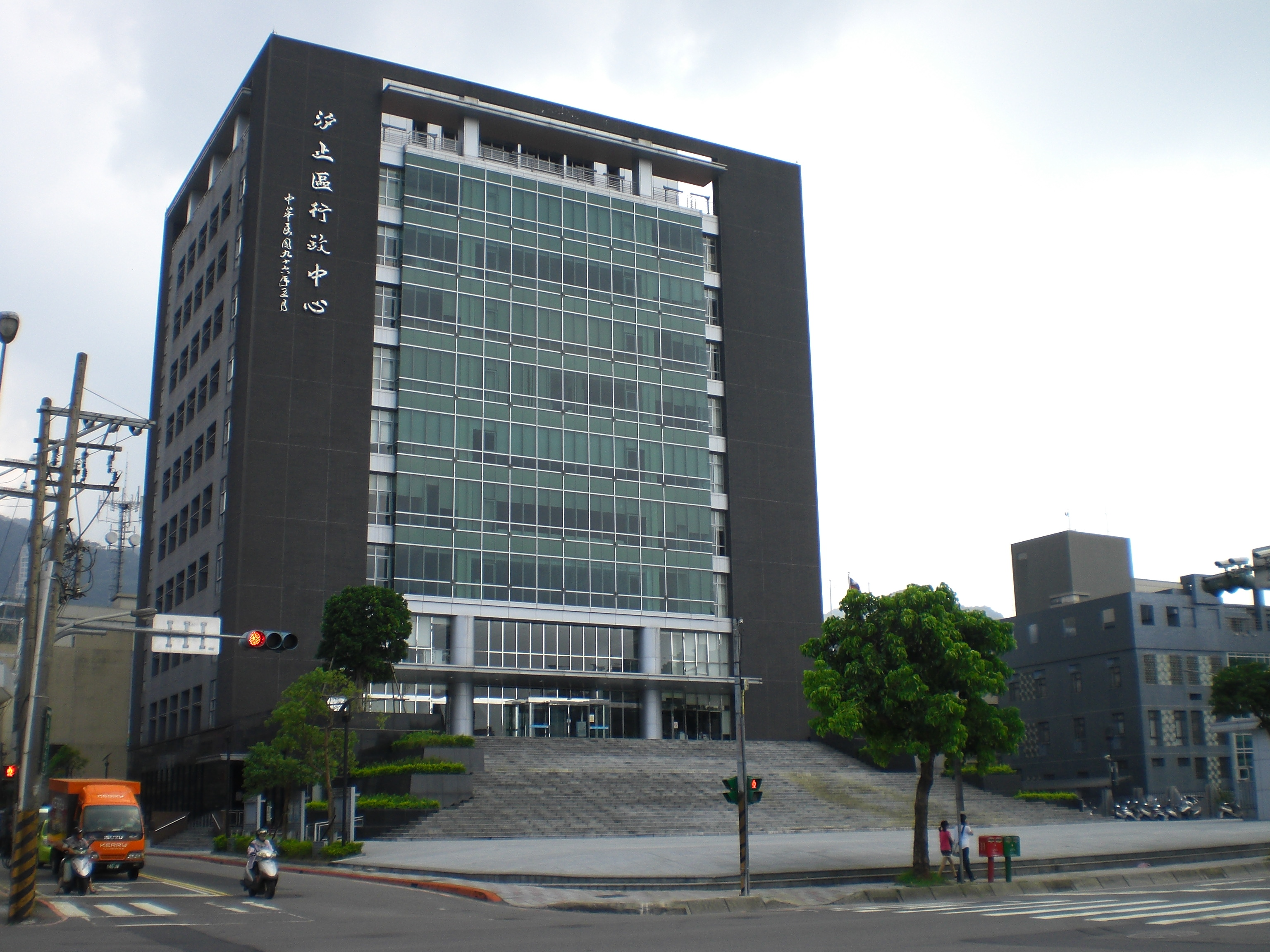
汐止區行政中心

汐止區公所是新北市政府在汐止區的派出機關，在中華民國政府架構中為市政府綜理區政的執行機關，上級業務監督機關為新北市政府。区长由市長任命，其任期為無任期保障。在區長、副區長及主任秘書之下，設有5課4室等9個內部單位。

### 行政區
現今汐止區行政範圍的確立，來自於1920年，日本將臺灣十二廳改為五州二廳，設汐止街屬臺北州基隆郡:144。汐止街轄汐止、保長坑、鄉長厝、十三份、康誥坑、白匏湖、橫科、樟樹灣、北港、社後、叭嗹港、鵠鵠崙、石硿子、姜子寮、茄苳腳等15個大字。1946年，改為「汐止鎮」，屬臺北縣七星區。1950年，裁撤區署，汐止鎮改直隸於臺北縣:147。1999年7月1日，汐止鎮改制為「汐止市」。2010年，臺北縣改制為直轄市，汐止市改制為市轄區「汐止區」，隸屬新北市。
汐止區共轄50個里，其行政區域分布情形為：
| 次分區 | 里名   | 里名   | 里名   | 里名   | 里名   | 里名   | 里名   | 里名   | 里名   | 里名   | 里名   | 里名   | 里名   |
| ------ | ------ | ------ | ------ | ------ | ------ | ------ | ------ | ------ | ------ | ------ | ------ | ------ | ------ |
| 中區   | 仁德里 | 義民里 | 禮門里 | 大同里 | 智慧里 | 信望里 |        |        |        |        |        |        |        |
| 東南區 | 新昌里 | 福安里 | 秀峰里 | 秀山里 | 復興里 | 自強里 | 文化里 | 白雲里 |        |        |        |        |        |
| 東區   | 茄苳里 | 崇德里 | 橋東里 | 城中里 | 建成里 | 長安里 | 保安里 | 東山里 | 保長里 | 保新里 |        |        |        |
| 西北區 | 鄉長里 | 江北里 | 長青里 | 拱北里 | 烘內里 | 八連里 |        |        |        |        |        |        |        |
| 西區   | 厚德里 | 北峰里 | 金龍里 | 樟樹里 | 忠孝里 | 山光里 | 中興里 | 福德里 | 興福里 | 康福里 | 湖光里 | 湖蓮里 | 湖興里 |
| 西南區 | 北山里 | 忠山里 | 環河   | 橫科里 | 福山里 | 宜興里 | 東勢里 |        |        |        |        |        |        |

### 警政治安
- 新北市政府警察局汐止分局 110 / （02）2641-2610、（02）2641-2642
- 長青派出所（原八連派出所） （02）2645-1281
- 汐止派出所 （02）2641-2827、（02）2649-0711
- 東山派出所 （02）2641-5841
- 社派出所 （02）2694-2819、（02）2694-6170
- 長安派出所 （02）8648-2618
- 烘內派出所 （02）2646-2564
- 橫科派出所 （02）2640-1237、（02）2640-7043
- 汐止分局交通分隊 （02）8642-4742

### 立法委員
- 新北市第十二選舉區：廖先翔

## 經濟

### 企業總部
- 宏碁股份有限公司（Acer Incorporated）：簡稱宏碁，上市公司臺證所：2353，知名全球五大品牌之一電腦企業，總部位於新台五路一段。
- 精華光學股份有限公司（ST. Shine Optica Co., Ltd.）：上櫃公司櫃買中心：1565，知名全球五大品牌之一隱形眼鏡製造廠，總部位於大同路一段。
- 台灣國際航電股份有限公司（Garmin），發展航空電子、全球定位系統、智慧型手錶與其他消費性產品，位於樟樹二路68號。
- 聯合報（United Daily News）總部，台灣重要媒體之一，位於大同路一段。
- 老牛皮國際股份有限公司（La New International Corp），通稱La New，是一家臺灣皮鞋品牌，總部位於大同路三段。
- 緯創資通（Wistron Corporation）：簡稱緯創，上市公司臺證所：3231，是全球資訊產品主要供應商之一，汐止辦公區位於新台五路一段。
- 緯穎科技（Wiwynn Corporation）：簡稱緯穎，上市公司臺證所：6669，專注於提供超大型資料中心及雲端基礎架構各項產品及系統的解決方案，全球總部位於新台五路一段。
- 緯創軟體股份有限公司（Wistron ITS）：簡稱緯軟，上櫃公司櫃買中心：4953，是國際資訊技術服務領導廠商，總部位於新台五路一段。
- 其陽科技（AEWIN Technologies）：簡稱其陽，上櫃公司櫃買中心：3564，是一間網路安全通訊設備、邊緣運算伺服器和通用雲端伺服器的ODM/OEM製造商，總部位於新台五路一段。
- 艾訊股份有限公司（Axiomtek）：簡稱艾訊，上市公司臺證所：3088，為工業電腦領域的領先設計者和製造商，總公司位於南興路。

### 科學園區

東方科學園區

- 東方科學園區
- 台灣科學園區
- 雍和科學園區
- 遠東科技中心
- 遠東世界中心
- 康寧科技園區
- 亞太科技園區
- 世界經貿園區

### 百貨公司與購物中心

遠雄U-TOWN

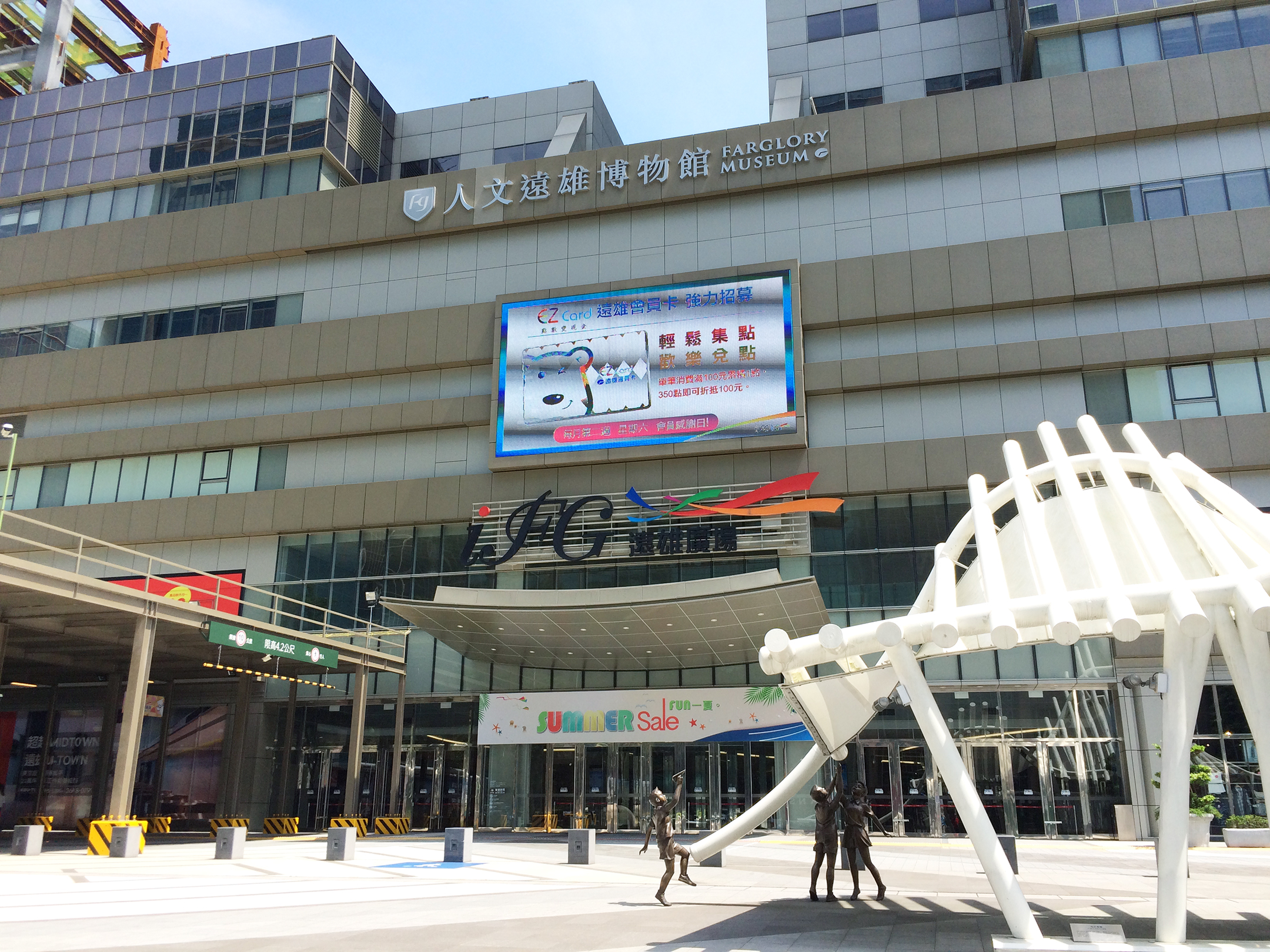
IFG遠雄廣場大門

- IFG遠雄廣場

### 專業賣場與量販店
- 好市多汐止店
- 家樂福汐科店

### 運輸物流業與貨櫃集散場
- 長榮貨櫃
- 東亞貨櫃
- 環球貨櫃
- 中國貨櫃
- 台鐵五堵貨場

### 連鎖餐飲
- 麥當勞 汐止中興店：中興路168號之10
- 麥當勞 汐止大同店：大同路二段242號1樓
- 麥當勞 汐止新台五旗艦專櫃店：台五路一段162號
- 肯德基 汐止中興餐廳：中興路169號
- 肯德基 汐止大同餐廳：大同路二段383號
- 必勝客 汐止外送店：大同路二段330號
- 必勝客 福德外送店：中興路150巷8-2號
- 必勝客 汐止忠孝東店：忠孝東路469號1樓
- 達美樂 汐止福德一路店：福德一路152號
- 達美樂 汐止忠孝店：忠孝東路445號1樓
- 三商巧福 中興店：中興路152-1號
- 三商巧福 汐止店：新台五路一段99號B1（遠雄汐止購物中心）
- 拿坡里披薩·炸雞 汐止店：大同路二段411、413號1樓
- 拿坡里披薩·炸雞 汐止遠雄店：新台五路一段95號B1（IFG遠雄購物中心內）
- 85度C 汐止中興店：中興路141號1樓
- 85度C 汐止建成店：建成路37巷1號
- 85度C 汐止樟樹店：樟樹一路121號
- 星巴克 汐止大同門市：大同路二段500號
- 星巴克 汐科門市：新台五路一段99號
- 星巴克 東科門市：新台五路一段94號1樓
- 星巴克 汐止福德門市：福德一路190號
- 星巴克 汐止建成門市：建成路57巷2、6號
- 爭鮮迴轉壽司 汐止二店：中興路236號（寶雅斜對面）
- 爭鮮迴轉壽司 汐止店：新台五路一段158號（連興街站牌前）
- 爭鮮迴轉壽司 遠雄汐科店：新台五路一段97號B1之1
- 爭鮮gogo 遠雄汐科店：新台五路一段97號B1之1
- 定食8 遠雄汐科店：新台五路一段97號B1之1

## 文化

### 媒體
- 聯合報總部
- 民視攝影棚
- 天良電視台總部

### 體育場館
- 新北市汐止國民運動中心
- 汐止綜合運動場
- 北峰國小社多目標體育館

## 教育

### 高級中等學校
- 新北市立秀峰高級中學
- 新北市立樟樹國際實創高級中等學校
- 新北市私立崇義高級中學

### 國民中學
- 新北市立汐止國民中學
- 新北市立青山國民中小學
- 新北市立秀峰高級中學國中部
- 新北市立樟樹國際實創高級中等學校國中部
- 新北市私立崇義高級中學國中部

### 國民小學
- 新北市汐止區汐止國民小學
- 新北市汐止區北港國民小學
- 新北市汐止區長安國民小學
- 新北市汐止區金龍國民小學
- 新北市汐止區保長國民小學
- 新北市汐止區崇德國民小學
- 新北市汐止區白雲國民小學
- 新北市汐止區北峰國民小學
- 新北市汐止區東山國民小學
- 新北市汐止區秀峰國民小學
- 新北市汐止區樟樹國民小學
- 新北市立青山國民中小學國小部

### 圖書館
- 新北市立圖書館
  - 汐止大同分館
  - 汐止北峰圖書閱覽室
  - 汐止江北分館
  - 汐止分館
  - 汐止長安分館
  - 汐止汐止茄苳分館
  - 汐止新昌分館（永久停業）
  - 汐止橫科圖書閱覽室

## 交通

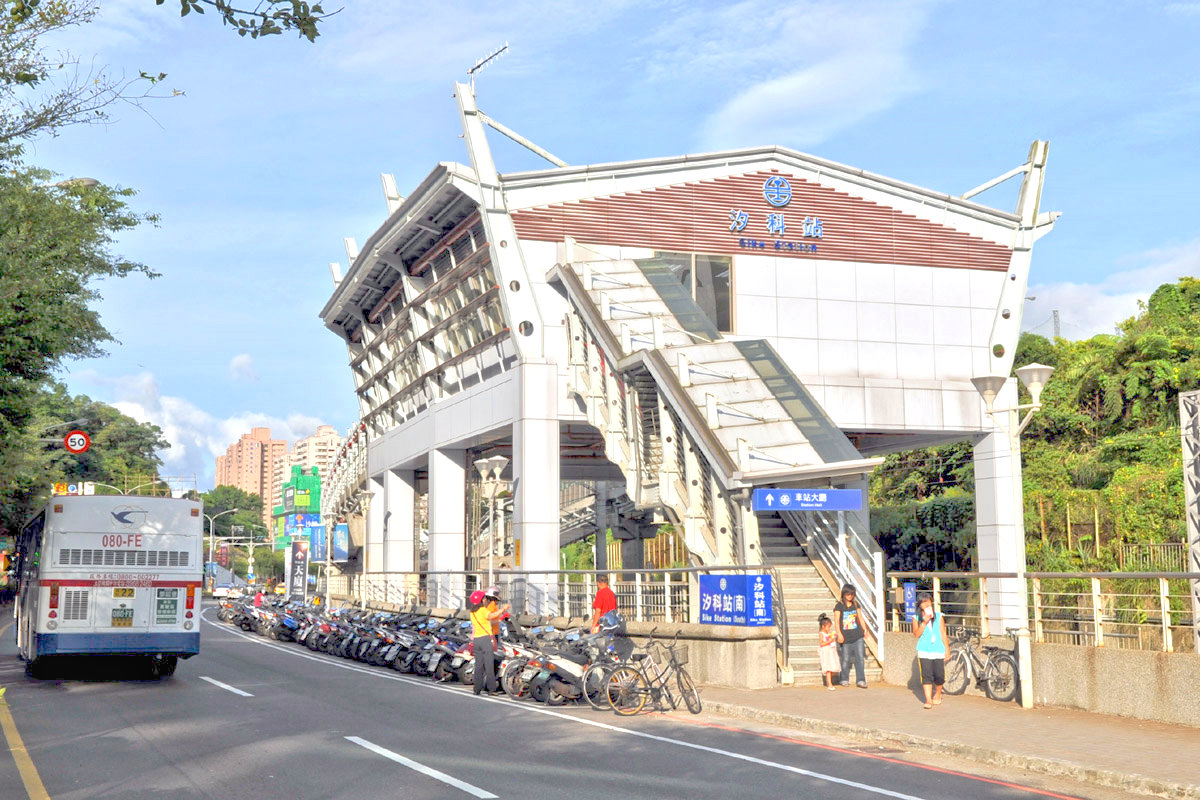
台鐵汐科站

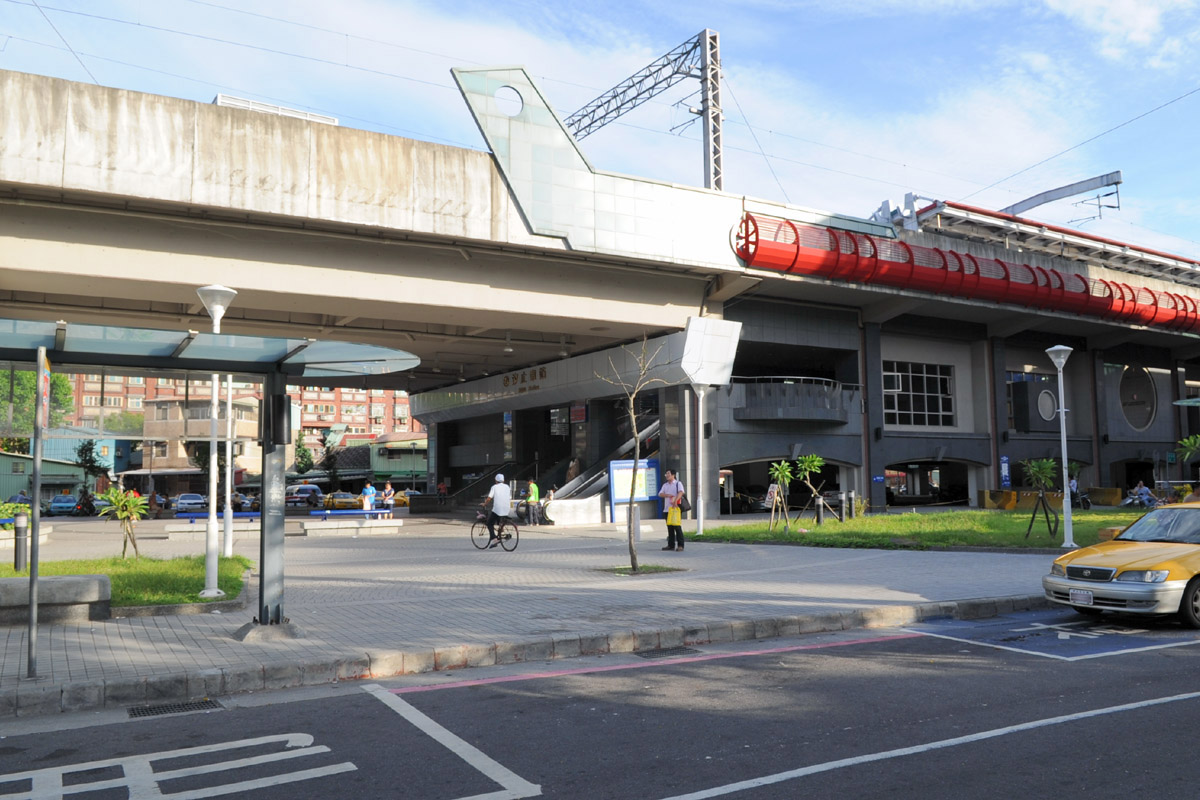
台鐵汐止站

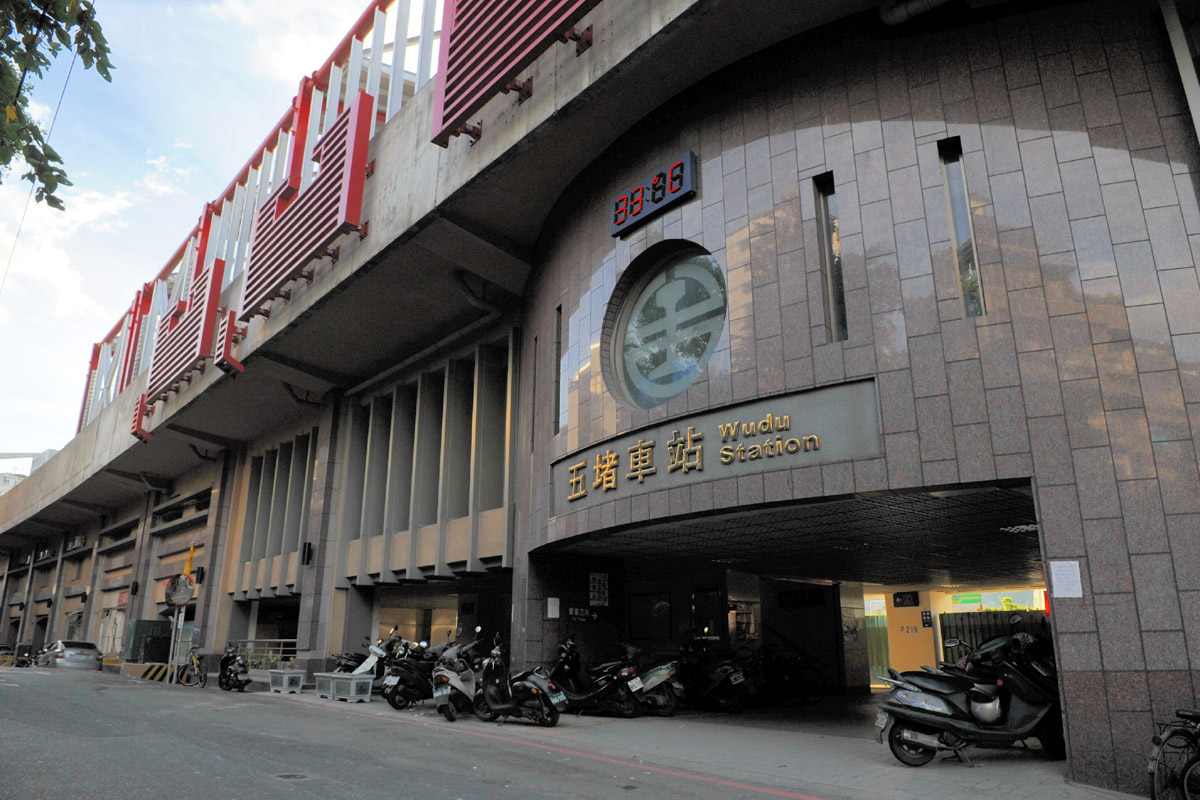
台鐵五堵站

### 鐵路
臺灣鐵路公司
- 縱貫線：五堵車站 - 汐止車站 - 汐科車站

捷運（未來）
- 捷運民生汐止線汐東段：下社后－社后－樟樹灣－汐止科學園區－汐止區公所
- 捷運南港基隆線：南陽橋－樟樹灣－汐止科學園區－汐止區公所－茄苳腳－保長坑

註：捷運系統尚在規劃階段尚未通車，故站名僅供參考

### 國道及公路

#### 國道
- 國道一號 （中山高速公路）
  - 10 汐止汐止交流道
  - 11 汐止系統汐止系統交流道 （連接國道三號）
- 國道三號 （福爾摩沙高速公路）
  - 10 汐止系統汐止系統交流道 （連接國道一號）
  - 12 新台五路新台五路交流道
  - 14 南港南港交流道（交流道雖然命名為南港，但是實際位於汐止區）

#### 省道
- 台5線：新台五路/北基公路（台北市-基隆市）
  - 台5甲：大同路
  - 台5乙：汐止貨櫃車專用道（已於2013年6月17日全線解編）[11]。

#### 鄉道
- 北28線：長壽路 （連接萬崁公路）
- 北29線：汐萬公路（拱北-汐止間）
- 北30線：茄苳路、茄安路
- 北31線：汐平公路
- 北33線：汐碇公路

#### 主要道路
- 大同路：貫穿汐止區全境，新台五路以西為台五線，以東為台五甲線，是南港區通往基隆市必經道路；聯合報系總部所在地。是保長坑、汐科、橫科、五堵和汐止區中心的要道。
- 中興路：社地區主要道路。
- 福德一/二路：社后地區主要道路。
- 汐平路：汐止通往平溪區主要道路。
- 忠孝東路：汐止後站主要道路。
- 康寧街：經過北港、社后等地，是連接東湖、汐止間重要道路，過去曾經為麥帥公路一部分。
- 鄉長路：鄉長厝、五堵地區的重要道路。
- 中正路：汐止老街。
- 民權街：橫科地區主要道路，離南港區近，有交流道可上環東大道。
- 汐萬路：汐止通往五指山、萬里地區主要道路。
- 建成路：橋東里主要道路。
- 新台五路：台五線，經過東方科學園區和遠東世界中心等廠辦大樓和福爾摩沙高速公路新台五路交流道。
- 水源路、秀峰路、勤進路、汐碇路：通往汐止大尖山、石碇重要道路。
- 保長路：連結台五甲線與五堵地區。

## 醫療

汐止國泰綜合醫院

- 汐止國泰綜合醫院：2005年12月7日成立。

## 旅遊景點
- 汐止添福宮茄苳樹
- 大尖山登山步道系統
- 石門峽
- 茄苳瀑布
- 汐止拱北殿
- 慈航紀念堂
  - 彌勒內院
  - 靜修禪院
- 汐止杜月笙墓園
- 汐止濟德宮
- 汐止忠順廟
- 終南洞三聖宮（仙公廟）
- 錦峰山觀音寺
- 大尖山天秀宮
- 汐止大尖山聖德宮
- 五指山（車坪寮山）

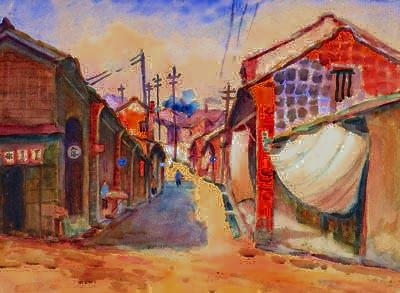
汐止街道/ 倪蔣懷/ 1929年/ 水彩/ 台北市立美術館典藏

- 汐止老街（中正路）：清乾隆年間稱為「水返腳街」，即今日之中正路，是汐止最早開發的商業街，素有「汐止第一街」的美譽。
- 金龍湖
- 金龍山北峰寺
- 柯子林峽谷
- 秀峰瀑布
- 夢湖
- 翠湖
- 星光橋
- 康誥坑溪櫻花大道：本區文化里康誥坑溪旁種植的上百株櫻花，每年花季沿著河畔綻放桃紅色花海，近年於步道兩側設置照明燈及燈飾，利用溪澗地勢將球形燈飾滿布於溪底及邊坡，櫻花在夜間繽紛燈光投射下，塑造出溪澗夜櫻的浪漫景致。

### 汐止古道
- 天秀宮古道
- 白雲古道
- 茄苳古道
- 菁桐古道
- 磐石古道
- 水源古道
- 作埤內古道
- 姜子寮古道
- 薯榔尖古道
- 小南港山 （又稱「橫科山」、「橫科口山」） 步道

### 汐止古蹟
- 基隆河巴洛克老宅
- 站前蘇家老厝

## 姊妹友好城市
美国佛罗里达州都瑞爾市 （ City of Doral ）

## 外部連結
- 汐止區公所 （页面存档备份，存于）
- 汐止區戶政事務所 （页面存档备份，存于）
- 汐止區衛生所 （页面存档备份，存于）